# Fourbi
Fourbi es una película dramática de 1996, coproducción franco-suiza y dirigida por Alain Tanner. Se presentó en la sección Un certain regard del Festival de cine de Cannes 1996.

## Ficha técnica
- Título original: Fourbi
- Dirección: Alain Tanner
- Guion: Alain Tanner y Bernard Comment
- Fotografía: Denis Jutzeler
- Música: Michel Wintsch
- Producción:  Suiza |  Francia
- Formato: Color
- Género: Drama
- Fecha de estreno: 1996

## Reparto
- Karin Viard: Rosemonde
- Jean-Quentin Châtelain: Paul
- Cécile Tanner: Marie
- Antoine Basler: Pierrot
- Robert Bouvier: Kevin
- Maurice Aufair: padre de Paul
- Jean-Luc Bideau: cameo
- Teco Celio: el mecánico
- Jed Curtis: Le Patrocinador
- Jacques Denis: cameo
- François Florey: comediante
- Michèle Gleizer: madre de Paul
- Nathalie Jeannet: comediante
- Thierry Jorand: empleado
- Jocelyne Maillard: comediante
- Pierre Maulini: empleado
- Jacques Michel: dueño del bar
- Jean-Marc Morel: el hombre borracho
- Ariane Moret: vendedora
- Frédéric Polier: el cazador
- Jacques Probst: cliente de la cafetería
- Jacques Roman: el empresario